# Kamil Sabali
Kamil Sabali (arab. ‏كميل سبعلي‎; ur. 23 kwietnia 1970) – libański judoka. Olimpijczyk z Seulu 1988, gdzie zajął 34. miejsce w wadze półlekkiej.

## Letnie Igrzyska Olimpijskie 1988
| Konkurencja | Eliminacje              | Klas. końcowa |
| Konkurencja | Przeciwnik I            | Miejsce       |
| ----------- | ----------------------- | ------------- |
| 65 kg       | Driss El-Mamoun (MAR) P | 34.           |